# Trisetum lasiorhachis
Trisetum lasiorhachis là một loài thực vật có hoa trong họ Hòa thảo. Loài này được (Hack.) Edgar miêu tả khoa học đầu tiên năm 1998.